# 明登采邑主教区
明登采邑主教区（德語：Fürstbistum Minden，Bistum Minden，Hochstift Minden，Stift Minden）是神聖羅馬帝國的一個教會公國。 在新教改革之後，它在新教統治者的統治下逐漸世俗化，並根據 1648 年威斯特伐利亞和約將授予勃蘭登堡。它不是明登的羅馬天主教教區混淆，後者更大，並且由采邑主教行使屬教会權力。